# Crónicas reales
Crónicas reales es la denominación de un género literario de la literatura medieval española, especialmente de la Corona de Castilla, cuyo principal objetivo era relatar las acciones emprendidas por los monarcas de la época.
El autor de estas crónicas era el cronista real; un cargo oficial designado por el monarca para que diera cuenta por escrito de sus fechos. 
Los primeros en ocupar este cargo fueron Ferrán Sánchez de Valladolid y el canciller de Castilla Pero López de Ayala (1332-1407).
Ferrán Sánchez de Valladolid fue cronista de Alfonso XI y se le encomendó la tarea de historiar los hechos del pasado reciente y, desde estos, valorar las circunstancias del presente: 

(...) et por que fuessen sabidas las cosas que acaesçieron en los tienpos del rey don Alfonso, su visabuelo, el sabio, e en tienpo del rey don Sancho el bravo, su abuelo, e en tienpo del rey don Fernando su padre, mandólas escivir en este libro (...)
GÓMEZ REDONDO, Fernando. Historia de la prosa medieval, I

Para ello se valió de los materiales alfonsíes reelaborados en la corte de Sancho IV. A él se deben, en mayor o menor medida: La Crónica de Alfonso X, La Crónica de Sancho IX y La Crónica de Fernando IV, La Crónica de Alfonso XI.

## La Crónica de Alfonso X
En ella se distinguen tres partes: 
1. Una suma de estorias cortesanas sobre la juventud del monarca;
2. La rebelión el infante don Felipe y algunos ricos hombres y
3. La compleja historia de los hechos ocurridos tras la muerte de su hijo primogénito, don Fernando.

Alfonso X es mostrado como un rey débil, contrafigura de Alfonso XI, el Justiciero. 

## La Crónica de Sancho IV
Es muy diferente a la anterior, pues tiene dos objetivos: justificar el linaje del rey que encarga esta tarea historiográfica y mostrar la maldad de los poderosos, cuyas actitudes tantos problemas trajo al reino y al rey.

## La Crónica de Fernando IV
Su protagonista es la reina-madre María de Molina. La gran preocupación del cronista es presentar las actitudes con que la reina se enfrenta a los problemas que acarrea la minoridad del heredero y mostrar el enfrentamiento entre los poderes nobiliarios y regalistas. Según Gómez Redondo (2), La trama de la crónica se divide (...) en siete unidades narrativas: 
1. Soledad de la reina y acoso de los traidores (capítulos 1-8).
2. Calumnias contra la reina y debilidad del rey (desde la segunda mitad del capítulo 8 al 11).
3. El pleito de Vizcaya. El poder nobiliario (capítulos 12-15).
4. Dominio de la nobleza sobre el rey (segunda mitad del 15 y capítulo 16).
5. Guerra contra los moros (capítulo 17).
6. Las bodas reales (segunda mitad del 17 y capítulo 18).
7. Continuidad linajística y muerte del rey (capítulos 19 y 20).

## La Crónica de Alfonso XI
A pesar de los tres casos anteriores, quizás ésta sea la primera crónica que podría calificarse propiamente como real; es decir, al cronista solo le interesa contar (de forma muy viva, puesto que es coetáneo de lo que narra) aquello que atañe a este monarca y por ello organiza los hechos con la intención de afirmar un saber histórico muy concreto, que sirva de apoyo al nuevo entramado cortesano que el rey quiere crear. 
Podemos distinguir dos grandes nudos argumentales:
1. Capítulos dedicados a la minoridad del rey, en los que se pretende mostrar la bajeza moral de la aristocracia.
2. Capítulos en los que se relata la época de fazer justiçia de los malfechores e otrosí defender la su tierra de los moros enemigos de la fe con quien avía guerra (3). En esta sección es muy interesante ver cómo se configura el ideal del caballero como soporte de la nueva "cortesía nobiliaria".